# Nicóstrato (mitología)
En la mitología griega, Nicóstrato (en griego: Νικόστρατος) era un hijo de Menelao, rey de la Esparta micénica, y ya era mencionado por los poetas épicos, a pesar de que poco se sabe de él. Es mencionado por Hesíodo, Sófocles y el poeta épico Cinetón, a saber: «Arieto cuenta que el hijo de Helena y Menelao era Marafio (...) según Cinetón era Nicóstrato». También es mencionado por otros autores fuera de la épica: «Lisímaco y algunos otros cuentan que de Helena nació también Nicóstrato. Pero el que compuso las Narraciones Ciprias dice que fue Plístenes, con el cual llegó a Chipre y que el que ella le parió a Alejandro fue Agano». Su nombre significa «ejército victorioso» y sugiere que su nacimiento se situaba después de la guerra de Troya; de hecho Fowler cree que el nombre de Nicóstrato refleja la victoria de su padre, por lo que se podría deducir que fue una invención del poeta cíclico con la Odisea a sus espaldas.
Los poetas no se aclaran acerca de la filiación materna de Nicóstrato, pudiendo ser su madre Helena o bien una esclava de Menelao. Si bien en la Odisea de Homero la única descendencia de Menelao con Helena es Hermíone, otras fuentes también mencionan a Nicóstrato. Por ejemplo, el mitógrafo Apolodoro cuenta que «Menelao engendró en Helena una hija, Hermíone, y según algunos un hijo, Nicóstrato, de la esclava de origen etolio Piéride, o, como dice Acusilao, de Tereide, a Megapentes, y según Eumelo, de una ninfa, Cnosia, a Jenódamo». Otro ejemplo nos lo proporciona el escoliasta de la Electra de Sofocles, citando a Hesíodo como autoridad, quien alega que Helena alumbró dos hijos: «ésta dio a luz a Hermíone para Menelao, famoso por la lanza, y finalmente dio a luz a Nicóstrato, retoño de Ares».
Sin embargo, de acuerdo al geógrafo Pausanias, Nicóstrato y Megapentes eran hijos de Menelao con una esclava y por lo tanto ilegítimos. Eso explicaría por qué el hijo de Agamenón, Orestes, sucede a Menelao como rey de Esparta: «de los lacedemonios fue rey Orestes, porque éstos se lo permitieron, pues consideraban justo que los nietos de Tindáreo tuvieran el poder antes que Nicóstrato y Megapentes, que le habían nacido a Menelao de una esclava. Al morir Orestes, heredó el trono Tisámeno, hijo de Hermíone, hija de Menelao, y de Orestes».